# Liste der geschützten Landschaftsbestandteile in Kempten (Allgäu)
In Kempten (Allgäu) gab es im Februar 2023 einen ausgewiesenen geschützten Landschaftsbestandteil.

## Geschützte Landschaftsbestandteile
| Herrenwieser Weiher                            |  | LB-01584 | Kempten (Allgäu) | ⊙ | 15,2 | 25. Sep. 1989 |
| Legende für Geschützter Landschaftsbestandteil |  |          |                  |   |      |               |